# The Legend of Zelda: Tri Force Heroes
The Legend of Zelda: Tri Force Heroes — приключенческая игра-боевик, разработанная и изданная компанией Nintendo для игровой консоли Nintendo 3DS . Это восемнадцатая игра в основной серии «The Legend of Zelda», она является прямым сиквелом игры «A Link Between Worlds». Анонсированная на Electronic Entertainment Expo 2015, игра выпущена в октябре 2015 года во всех регионах.

## Геймплей
В отличие от предыдущей игры серии, «Tri Force Heroes» ориентирована на кооперативное прохождение. В игре принимают участие одновременно три главных героя — Линка, различающихся цветом одежды. Взаимодействуя между собой, персонажи сражаются с противниками и разгадывают головоломки.
Основным режимом игры является многопользовательский (с использованием локальной сети или через интернет), где каждый из трех игроков управляет своим персонажем. Поддерживается функция «Загружаемой игры», в котором три игрока могут использовать один экземпляр «Tri Force Heroes». Для общения в процессе игры предусмотрена отправка эмотиконов другим игрокам.
Кроме того, игра поддерживает однопользовательский режим, в котором игрок поочередно управляет всеми персонажами, переключаясь между ними.
Визуальное исполнение игры близко к использованному в «A Link Between Worlds». Особенностью геймплея является возможность создавать «тотемные столбы» из двух или трех персонажей, что необходимо для перемещения по уровням и сражения с противниками.

## Игровой мир и сюжет
Действие игры происходит спустя несколько лет после событий «A Link Between Worlds» в вымышленном королевстве «Хитопия» (англ. Hytopia), жители которого увлечены модой. Король страны созывает героев, которые должны помочь снять проклятье, наложенное на его дочь — принцессу Стайлу.
В отличие от большинства игр серии, игровой мир «Tri Force Heroes» не позволяет игроку свободно перемещаться по нему, а состоит из столицы Хитопии и отдельных изолированных уровней-головоломок.

### Дополнения
В декабре 2015 года компания Nintendo выпустила бесплатное загружаемое дополнение «The Den of Trials», включающее в себя несколько новых игровых уровней и дополнительные костюмы персонажей.

## Разработка
Хиромаса Сиката, руководивший разработкой игры, в интервью с изданием «Polygon» рассказал, что идея создать многопользовательскую игру, в основу которой была положена возможность управлять несколькими персонажами, возникла в процессе работы над «The Legend of Zelda: Spirit Tracks», в которой использовалась концепция «фантомов» — неодушевленных фигур, поочередно управляемых игроком для решения головоломок.

## Критика
| Сводный рейтинг    | Сводный рейтинг |
| Агрегатор          | Оценка          |
| ------------------ | --------------- |
| GameRankings       | 72,01 %         |
| Metacritic         | 73/100          |
| Иноязычные издания |                 |
| Издание            | Оценка          |
| Destructoid        | 7/10            |
| EGM                | 6/10            |
| Game Informer      | 7,25/10         |
| GameRevolution     | [ 11 ]          |
| GameSpot           | 5/10            |
| GamesRadar+        | [ 13 ]          |
| GameTrailers       | 6,5/10          |
| IGN                | 8,5/10          |
| Nintendo Life      | [ 16 ]          |
| VideoGamer         | 7/10            |

Игра получила смешанные отзывы критиков. На агрегаторе рецензий Metacritic Tri Force Heroes имеет рейтинг 73/100 (на основе 73 рецензий). Высоко оценив многопользовательскую составляющую игры, рецензенты негативно отзывались об одиночном режиме и об отсутствии возможности играть вдвоем.
По состоянию на март 2016 игра продана в количестве 1,14 миллиона копий.